# Солдир

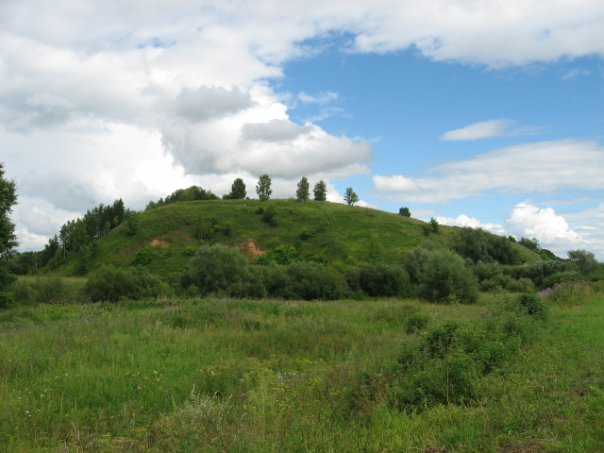
Городище Іднакар

Со́лдир (рос. Солдырь, удм. Иднака́р) — присілок у складі Глазовського району Удмуртії, Росія.

## Населення
Населення — 144 особи (2010; 132 в 2002).
Національний склад станом на 2002 рік:
- удмурти — 80 %

## Господарство
У присілку працюють ТОВ «Тепловодоканал» та 2 магазини. Поряд із присілком розташоване городище Іднакар.

## Відомі люди
У присілку народився Богданов Аркадій Пилипович, голова Верховної ради Удмуртської АРСР.

## Урбаноніми[3]
- вулиці — Глазовська, Лучна, Перша, Пизепська, Північна, Підлісна, Праці, Травнева, Третя, Центральна, Чепецька, Шкільна
- провулки — Глазовський, Пизепський, Шкільний